# Súlylökés

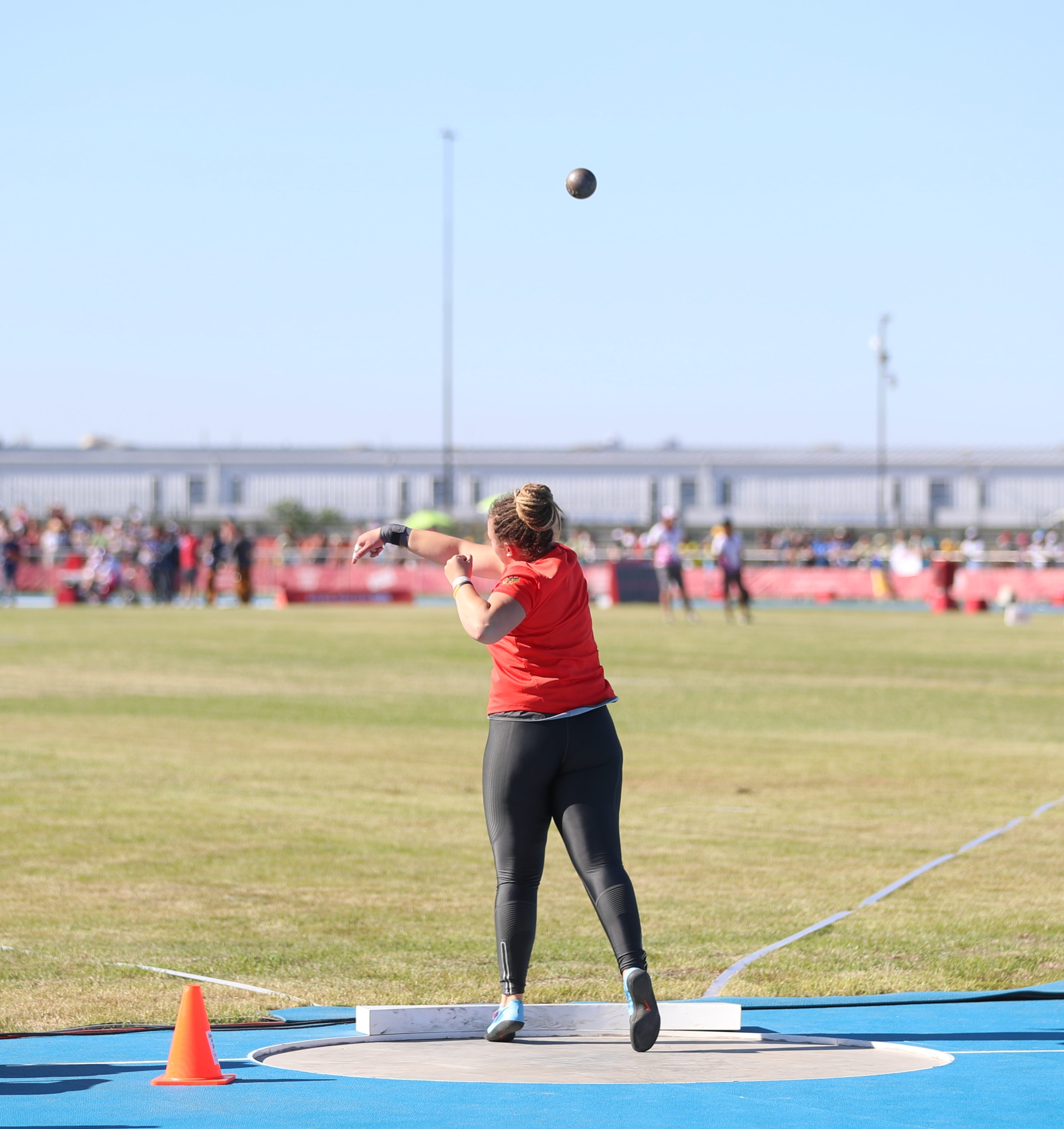
Súlylökő

A  súlylökés vagy súlydobás a dobószámok egyike.  A lényege a súlygolyó nevű sportszer eldobása, valamilyen távolságra való eljuttatása a sportoló, a súlylökő által. Az eredményeket a dobás távolsága alapján állapítják meg. A  dobószámok szerepelnek a Nemzetközi Atlétikai Szövetség (IAAF) és a tagszervezetek legrangosabb viadalain is, és egyes versenyszámai szerepelnek az összetett atlétikai számokban is (például tízpróba, hétpróba). A súlylökés olimpiai versenyszám.

## Szabályai
Versenyen a férfiak 7,26, a nők 4,00 kilogramm súlyú golyót löknek. Gyermekek, fiatalok ennél kisebb súlyokat használnak.
A súlylökés női és férfi rekordjai jelenleg 22 és 23 méter fölött vannak, mind az olimpiai, mind a világversenyeket tekintve (a 2025-ös állapot szerint).

## Története

### Olimpiai versenyszámként
A férfi súlylökés a dobószámok egyike volt az 1896. évi nyári olimpiai játékoknak Athénban.

## Nevezetes magyar súlylökők
- Darányi József
- Bíber Zsolt(wd)
- Kiss Szilárd
- Kürthy Lajos
- Márton Anita
- Varjú Vilmos
- Horváth István